# 조정래
조정래(趙廷來, 1943년 8월 17일~)는 대한민국의 소설가이다. 서울 보성고등학교와 동국대학교 국어국문학과를 나왔다. 대표작으로 《태백산맥》, 《아리랑》, 《한강》 등의 대하소설이 있다.
조정래의 작품은 문학계에 큰 영향력을 미쳤는데, 실제로《태백산맥》의 경우 무혐의 처분을 받을 때까지 11년이나 국가보안법 위반 논쟁을 일으켰다. 현재는 모교인 동국대학교 국어국문학과의 석좌교수로 재직 중이며, 2007년 《오, 하느님》(문학동네)을 저술하였다.

## 약력

### 출생
아버지 조종현은 전라남도 순천시의 승려이자 시조 시인으로서 한용운이 총재가 되어 조직된 승려들의 비밀결사 만당(卍黨)의 재무위원을 맡기도 했으며, 당시 승려들의 결혼을 정책적으로 장려했던 일제의 불교황국화 정책에 따라 결혼을 하게 되어, 조정래 자신도 조종현이 부주지로 있던 사찰인 선암사에서 태어났다. 4남 4녀의 넷째로 본관은 함안(咸安)이다.
해방 뒤 조종현은 토지 분배의 문제를 놓고 주지와 대립하다 여순사건 때 주지의 모함으로 끌려가 죽임을 당할 뻔 하기도 해서인지, 태백산맥에는 법일스님이 지주의 착취로 가난한 소작인들의 편을 들다가 좌익으로 몰려 고초당하는 이야기가 나온다.
남국민학교(현 남초등학교)에 입학한 해인 1949년 순천을 떠나 논산으로 이사하였는데, 바로 이듬해에 6.25 전쟁이 일어났고, 1.4 후퇴 때의 피난지에서 처음 지주 소작제의 모순을 알게 되었다. 1953년 벌교상업고등학교의 국어교사가 된 아버지를 따라 당시 삼촌들이 살고 있던 벌교로 이사하였다.

### 문인으로서
광주 서중학교를 거쳐, 1959년 서울로 상경하여 아버지가 전근한 서울 보성고등학교에 입학한 1년 뒤 5.16 군사쿠데타가 일어났는데, 농촌 사회활동에 뜻이 있어 이과반에 적을 두고 있던 그는 3학년에 이르러 국문과로 진학 목표를 세우고 1962년 동국대학교 국문과에 입학했다. 대학에서 전공과목과 함께 2급 정교사 자격증을 따서 1966년에 졸업하고 군입대, 1967년 같은 과 김초혜와 결혼하였다.
동구여자상업고등학교에서 국어교사로서 근무하던 1970년에 《현대문학》 6월호에 '누명'이 첫회 추천되어 등단하였으며, 12월호에 '선생님 기행'이 추천 완료되었다. 1971년에 《현대문학》에 중편 '20년을 비가 내리는 땅', 《신동아》에 단편 '빙판'을 발표하였으며, 연좌제를 비판한 내용의 단편 '어떤 전설'(《현대문학》 1971년), 베트남전쟁을 비판한 중편 '청산댁'(《현대문학》 1972년) 등의 작품을 내놓았다.
1972년에 중경고등학교로 전근하였으나, 정부를 비판한 작품으로 보수주의자인 학교 교장과의 마찰을 빚게 되고 1972년 박정희대통령의 독재를 위한 악법인 유신헌법이 만들어져 민주주의가 억압받은 10월 유신 이후 교직을 그만두었다.
1973년 월간문학 편집장이 되었고(~1975년), 1974년 중편 《황토》를 발표하였다. 1976년 '허깨비춤', '방황하는 얼굴', '검은 뿌리', '비틀거리는 혼' 등의 단편과, 장편 '대장경'을 민족문학대계의 일환으로 완성한다.  그리고 포켓용 문예 월간지 《소설문예》를 인수, 10월호부터 발간(~1977. 10.)하게 되는데, 이때 연재를 맡은 집필진 가운데는 친일연구로 유명한 임종국도 있었다.
1977년에는 민예사 대표를 맡았으며, '어떤 솔거의 죽음'을 발표하였다. 그때까지의 소설은 "직접 체험을 소설로 써서는 안 된다"는 원칙을 가지고 쓴 것이었지만, 1980년 5월 광주민중들이 전두환 군사독재에 맞선 민중운동인 광주민주화운동이 일어난 직후의 광주를 방문하게 된다.
계엄군들의 참혹한 폭행과 살인현장, 그 이후의 상황들을 직접 본 후 그때까지의 원칙을 바꾸게 되었고 이것은 후에 《태백산맥》의 집필로 이어지게 되었다.
1983년 6월부터 《현대문학》에 《태백산맥》의 연재를 시작하였다. 1985년에는 한국문학의 주간을 맡았으며, 《태백산맥》의 연재 집필을 위해 안양의 성 나자로 마을에 매달 10일씩 칩거한다.

### 태백산맥 고발 사건
누적 판매부수 330만 부를 돌파하면서 베스트셀러가 된 《태백산맥》은 3부가 나온 1988년 하반기부터 조정래는 새벽마다 걸려오는 공갈협박 전화에 시달렸고(1997년까지 10여 년이나 이어졌다) 4부를 쓰던 1989년부터 모든 수사관이 내사에 들어갔다는 소문이 들려왔으며 출판사 사무실로 경찰이 찾아오기도 했으나 1989년 10월에 단행본이 나오는 것으로 완성되었다.
이미 《태백산맥》을 쓸 때부터 다음 작품으로 《아리랑》을 구상하고 있던 조정래는 1990년 취재를 위해 문화부에 만주행을 신청하지만, 이미 국가보안법 위반 혐의를 두고 안기부 내사중이었고 만주행은 거절(당시 한국과 중국은 미수교 상태)되었는데, 당시 문화부 장관(초대)이던 이어령의 장관 보증으로 중국으로 갈 수 있게 되었다. 《아리랑》은 12월부터 《한국일보》에 연재가 시작되었다.
1992년 대검찰청은 "소설 《태백산맥》은 분명 문제가 있지만, 이미 350만 부 이상이 팔린 책을 법으로 문제 삼는 것은 과히 적절하지 않기에 문제 삼지 않는다"는 수사 결과를 발표하면서, "일반인이 교양으로 읽으면 괜찮지만, 대학생이나 노동자가 읽으면 이적 표현물 탐독죄로 의법 조처한다"는 단서를 달았다. 일반인이라고 하면 학생이거나 노동자일 것이니까, 대검찰청에서는 사람들이 읽도록 묵인한 것이었으나, 1994년 8개의 반공단체들로부터 조정래는 5백여 개에 달하는 국가보안법 위반 혐의로 고발(당시 사법사상 가장 긴 고발장)당하게 된다.(서울지검1994형제39663)
나아가 이승만 전 대통령의 양자에 의한 명예훼손 고발까지 당했다. 6월부터 경찰 수사가 시작되고 조정래는 경찰에 불려가 수사를 받았지만, 경찰의 수사 태도에 대한 반발로 경찰 수사를 거부했고, 이 해에 임권택 감독이 영화화한 《태백산맥》이 발표되었다. 경찰의 출두 요구를 거부한 끝에 검찰로 넘어간 《태백산맥》의 이적 혐의에 대한 수사는 1998년에 수사 날짜가 통보되었는데, 당초 반공단체가 제시했던 5백여 개가 넘는 혐의 사실을 120여 개로 간추리고, 그 120여 개의 혐의에 대한 '객관적 자료'(국회 증언록이나 행정관청의 발간물 등 국가기록물 및 국가가 납본필증을 내준 서적)를 조정래에게 요구하였으며 한 가지라도 '객관적 자료'를 제시하지 못하면 그것으로 유죄혐의가 될 수 있음을 통보하였다.
이에 조정래는 당시 5월 15일부터 《한강》을 집필하던 중이었지만 집필을 중단하고 일주일 동안 17권의 책을 찾아 제출하였고 2005년 5월에 《태백산맥》은 최종적으로 무혐의 처분되었다.

## 참고 사항
- 소설 《한강》은 2003년 장희빈 후속 KBS 2TV 수목극으로 극화되어 방영될 예정이었으나[5] 무산됐으며 이 과정에서 극중 유일민 역으로 낙점될 뻔했던  최민수는 취소된 드라마의 출연료를 반환하지 않았다는 이유로 드라마 외주 제작사로부터 소송을 당하기도 했다[6].

## 경력
- 1970년 현대문학에 소설 누명 등단
- 1973년 월간문학 편집장
- 1975년 소설문예 발행인
- 1977년 민예사 대표
- 1985년 한국문학 주간
- 1997년 동국대학교 문과대학 국어국문학과 석좌교수
- 2002년 보건복지부 금연홍보대사

## 수상 내역
- 1981년 중편 《유형의 땅》으로 제27회 현대문학상
- 1982년 중편 《인간의 문》으로 대한민국문학상
- 1984년 《메아리 메아리》로 소설문학작품상
- 1988년 《태백산맥》으로 성옥문화상
- 1989년 《태백산맥》으로 동국문학상
- 1991년 《태백산맥》으로 단재문학상
- 1998년 제1회 노신문학상
- 2001년 광주시문화예술상
- 2001년 제9회 자랑스러운 보성인상
- 2003년 제1회 동리상
- 2003년 제7회 만해대상
- 2006년 제11회 현대불교문학상 소설부문
- 2014년 제1회 심훈문학상

## 저서
- 1999년 《불놀이》
- 1999년 《대장경》
- 1999년 《마술의 손》
- 1999년 《상실의 풍경》
- 1999년 《그림자 접목》
- 1999년 《비탈진 음지》
- 1999년 《유형의 땅》
- 2002년 《어떤 솔거의 죽음》
- 2002년 《누구나 홀로 선 나무》
- 2003년 《태백산맥》
- 2003년 《한강》
- 2003년 《아리랑》
- 2006년 《인간 연습》
- 2007년 《큰작가 조정래의 인물이야기 세트》
- 2007년 《사람의 탈》
- 2009년 《황홀한 글감옥》
- 2010년 《허수아비춤》
- 2013년 《정글만리》
- 2014년 《조정래의 시선》
- 2015년 《조정래 사진 에세이 길》
- 2016년 《풀꽃도 꽃이다》
- 2018년 《안중근》(안중근 의사 전기)

## 이외 이력
- 민주당 당무위원(1996년 8월~1997년 8월)
- 동국대학교 석좌교수

## 같이 보기
| - 표현의 자유 - 순천시 - 선암사 - 벌교읍 - 동국대학교 - 태백산맥 - 태백산 - 강정구 - 강준만 - 마광수 - 장정일 - 정비석 - 진중권 - 박헌영 - 박현채 - 김초혜 - 한용운 - 이문열 |